# Иванов (филм)
Иванов је југословенски филм из 1987. године. Режирао га је Здравко Шотра, који је написао и сценарио за филм.

## Улоге
| Глумац             | Улога        |
| ------------------ | ------------ |
| Иван Бекјарев      | Боркин       |
| Мирослав Бијелић   | Гост         |
| Драгомир Чумић     |              |
| Светозар Цветковић | Иванов       |
| Зоран Цвијановић   | Љвов         |
| Аница Добра        | Саша         |
| Рахела Ферари      | Назаровна    |
| Предраг Лаковић    | Сабељски     |
| Оливера Марковић   | Сависна      |
| Александра Николић | Ана Петровна |
| Радмила Живковић   | Бабакина     |
| Милош Жутић        | Лебедев      |